# Nizi-no-kubo
Koordinaten: 71° 23′ S, 35° 33′ O
Nizi-no-kubo (von japanisch 虹のくぼ ‚Regenbogenkessel‘) ist eine halbkreisförmige Senke im ostantarktischen Königin-Maud-Land. Im Königin-Fabiola-Gebirge liegt sie auf der Westseite des Mount Fukushima.
Japanische Wissenschaftler nahmen 1960 Vermessungen und 1979 die Benennung der Senke vor.